# Klasaröd
Klasaröd är en småort i Tolånga socken i Sjöbo kommun, Skåne län. Orten hade en station längs före detta järnvägen Ystad-Eslöv.